# Judío erudito
Un judío erudito durante el Imperio ruso, fue el cargo de un teólogo, especialista en los asuntos religiosos y espirituales del judaísmo, también cumplía funciones en el sistema de la administración pública.

## Historia
De 1844 a 1917 hubo puestos de judíos eruditos en varios organismos gubernamentales. Dado que los asuntos espirituales de los judíos en el siglo XIX se concentraban en el Ministerio de Educación Pública, allí aparecieron los primeros cargos (oficialmente a partir de noviembre de 1844).
En el imperio había varios cargos diferentes bajo este nombre:
- En las sinagogas y casas de oración, se suponía que debían "explicar en ciertos casos dudas sobre el culto o los ritos de la fe". Estos puestos a menudo estaban ocupados por rabinos "espirituales", quienes, debido a sus calificaciones educativas u otras razones, no podían ocupar el lugar del rabino estatal.
- Como consejeros de los distritos educativos. Daban instrucciones sobre temas judíos y supervisaban su enseñanza en instituciones educativas judías, trabajando bajo la dirección de funcionarios.
- Durante el Imperio Ruso, el Ministerio Nacional de Educación, hasta 1857, el cargo lo ocupó Leon Mandelstam, luego, después de un descanso desde principios de la década de 1880 hasta su muerte en 1910, el Baron D. Guinzburg. Después de su muerte, el puesto quedó vacante.
- Como gobernadores generales en la Zona de Asentamiento y como Gradonachalnik (alcalde) en Odessa. El puesto requería una educación secundaria o superior y pertenecer a la religión judía "para la ejecución de asignaciones en materias que requieren un conocimiento especial de todas las reglas y rituales de la ley judía". La ley a veces se refería a estos puestos no como "judíos eruditos", sino como "judíos para asignaciones especiales". Servido indefinidamente; después de 15 años de servicio “inmaculado”, se convertían en ciudadanos honoríficos y recibían una medalla.
- Durante el Imperio Ruso, el Ministerio Nacional de Educación introdujo este puesto en 1877 para servir a los gobernadores de las provincias de Curlandia y Livonia. Hasta 1906, este puesto se ocupó en Riga y, después, en San Petersburgo.